# 神様、僕は気づいてしまった
神様、僕は気づいてしまった（かみさま、ぼくはきづいてしまった）は、日本のロックバンドである。略称は神僕（かみぼく）。所属レーベルはワーナーミュージック・ジャパン内のAtlantic Japan。

## 概要
メンバーの詳細なプロフィールは明かされておらず、ミュージック・ビデオやライブでも覆面姿で登場している。東野へいと曰く、これには楽曲をきちんと伝搬するにあたり邪魔になる表情を隠す意図がある。
東野曰く、自分の書く歌詞やギターは、どのバンドでも出来るが、ボーカルのどこのだれかは「絶対他のバンドには真似できない武器」と語る。どこのだれかの声の良さを伝えたいし、彼が歌うことによって意味のある言葉を選びたいと語っている。
2022年以降新曲の発表やライブを行っておらず、事実上の活動休止状態にある。

## メンバー
- どこのだれか - ボーカル、ギター
- 東野へいと - ギター、作詞・作曲
- 和泉りゅーしん - ベース
- 蓮 - ドラム

## 経歴
- 2016年
  - 11月28日 - 「だから僕は不幸に縋っていました」のPV公開。この楽曲は、スマホ向けアプリ【スターオーシャン：アナムネシス】の主題歌に起用された[5]。
- 2017年
  - 3月6日 - 「僕の手に触れるな」のPV公開。この楽曲は、テレビ東京系アニメ【ちるらん にぶんの壱】の主題歌に起用された。同時に、5月31日にメジャーデビューシングルを発売することが発表された。
  - 3月15日 - TBS系テレビドラマ【あなたのことはそれほど】の主題歌に「CQCQ」が起用されることが発表された。
  - 5月9日 - 「CQCQ」のPV公開。
  - 5月31日 - メジャーデビューシングル『CQCQ』発売。
  - 7月26日 - 1stミニアルバム『神様、僕は気づいてしまった』発売。
  - 12月22日 - 「TOKIO LIAR」のPV公開。
- 2018年
  - 3月23日 - 「メルシー」のPV公開。世界初の映像技術を取り入れたFacial Mappingとのコラボレーションとなっている。
  - 7月20日 - 「UNHAPPY CLUB」を配信限定でリリース。テレビ東京系ドラマ【警視庁ゼロ係〜生活安全課なんでも相談室〜 THIRD SEASON】の主題歌として起用されている。
  - 7月27日 - 「UNHAPPY CLUB」のPV公開。
  - 10月10日 - 「ストレイシープ」のPV公開。映画【オズランド 笑顔の魔法おしえます。】の挿入歌として起用されている。
  - 10月17日 - 映画『オズランド 笑顔の魔法おしえます。』の挿入歌2曲を両A面として2ndシングル「ストレイシープ/匿名」としてリリース[6]。
  - 11月28日 - 「52Hz」のPV(Lyric Video)公開。クレジットより、和泉りゅーしんが初めて作曲に参加したと思われる。
- 2019年
  - 2月28日 - 1stフルアルバム『20XX』（トゥオーダブルエックス）を5月15日に発売することを発表[7]。またオフィシャルサイトで行われていたカウントダウンが0になった3月15日に、今作アルバムを引っ提げての東京・名古屋・大阪で初のワンマンライブとなるZeppツアーを6月に行われることが発表された[8]。
  - 3月22日 - 「20XX」のPV公開。日本テレビ系「バズリズム02」の5月エンディングテーマに起用されている。
  - 5月13日 - 「deadlock」のPV公開。
  - 5月15日 - 1stフルアルバム『20XX』（トゥオーダブルエックス）発売。
- 2020年
  - 1月10日 - 「名前のない青」のPV公開及び、配信限定リリース。NHK総合テレビアニメ【映像研には手を出すな!】のエンディングテーマに起用されている。
  - 6月24日 - 「インナーサークル」を配信限定でリリース。インタラクティブムービー【Death Come True】(デスカムトゥルー)の主題歌に起用されている。
- 2021年
  - 5月7日 - 約1年ぶりの新曲「僕たちの」を配信限定でリリース。
  - 6月11日 - プロジェクトの一環として『ゲッサン』（小学館）7月号より『神様、僕は気づいてしまった』というタイトルの漫画の短期集中連載を開始[9]。漫画はウエマツ七司が担当[9]。
- 2022年
  - 1月12日 - 漫画『神様、僕は気づいてしまった』が刊行される[10]。

## ディスコグラフィ
最高位は、オリコンウィークリーチャートに基づく。

### 配信限定曲
|     | 発売日         | タイトル         | 規格品番   | 収録アルバム |
| --- | -------------- | ---------------- | ---------- | ------------ |
| 1st | 2018年7月22日  | UNHAPPY CLUB     | WPDH-10508 | 20XX         |
| 2nd | 2020年1月10日  | 名前のない青     | WPDH-10561 |              |
| 3rd | 2020年6月24日  | インナーサークル | WPDH-10699 |              |
| 4th | 2021年5月7日   | 僕たちの         | WPDH-10818 |              |
| 5th | 2021年6月11日  | パンスペルミア   | WPDH-10829 |              |
| 6th | 2021年11月12日 | 青春のふりをした | WPDH-10921 |              |
| 7th | 2022年1月21日  | 命は誰のもの     | WPDH-10947 |              |

### ミュージックビデオ
| 監督 | 作品 |
| ---- | --- |
| ZUMI | 「だから僕は不幸に縋っていました」「僕の手に触れるな」「CQCQ」「メルシー」「わたしの命を抉ってみせて」「TOKIO LIAR」「UNHAPPY CLUB」「ストレイシープ」「20XX」] |
| ZUMI | 「deadlock」 |

### タイアップ
| 曲名                           | タイアップ                                                                                 | 時期   |
| ------------------------------ | ------------------------------------------------------------------------------------------ | ------ |
| だから僕は不幸に縋っていました | SQUARE ENIX「スターオーシャン：アナムネシス」主題歌                                        | 2016年 |
| 僕の手に触れるな               | TVアニメ「ちるらん にぶんの壱」主題歌                                                      | 2017年 |
| CQCQ                           | TBSテレビ系火曜ドラマ「あなたのことはそれほど」主題歌                                      | 2017年 |
| 匿名                           | 映画「オズランド 笑顔の魔法おしえます。」挿入歌                                            | 2018年 |
| ストレイシープ                 | 映画「オズランド 笑顔の魔法おしえます。」挿入歌                                            | 2018年 |
| UNHAPPY CLUB                   | テレビ東京系 金曜8時のドラマ「警視庁ゼロ係〜生活安全課なんでも相談室〜THIRD SEASON」主題歌 | 2018年 |
| 名前のない青                   | NHK TVアニメ「映像研には手を出すな!」エンディングテーマ                                    | 2020年 |
| インナーサークル               | インタラクティブムービー【Death Come True】(デスカムトゥルー)主題歌                        | 2020年 |

## ライブ

### 出演イベント
| 年     | 月日     | タイトル              | 会場                                                 | 備考                               |
| ------ | -------- | --------------------- | ---------------------------------------------------- | ---------------------------------- |
| 2017年 | 8月19日  | SUMMER SONIC 2017     | 千葉県・幕張メッセ国際展示場4ホール（RAINBOW STAGE） | 初のライブパフォーマンスとなった。 |
| 2017年 | 12月31日 | COUNTDOWN JAPAN 17/18 | 千葉県・幕張メッセ国際展示場4ホール（COSMO STAGE）   |                                    |
| 2018年 | 8月18日  | SUMMER SONIC 2018     | 千葉県・幕張メッセ国際展示場4ホール（RAINBOW STAGE） |                                    |
| 2019年 | 8月16日  | SUMMER SONIC 2019     | 千葉県・幕張メッセ国際展示場4ホール（RAINBOW STAGE） |                                    |
| 2019年 | 11月9日  | バズリズムLIVE 2019   | 横浜アリーナ                                         |                                    |